# ناحوم

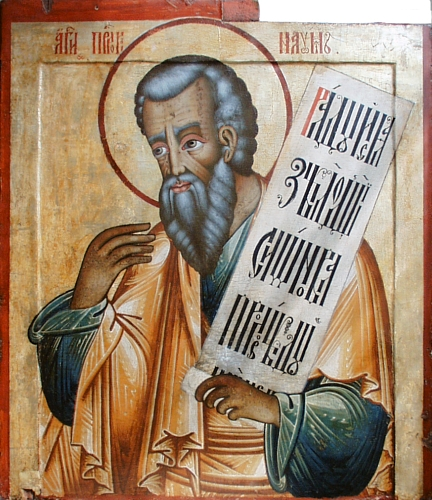
تمثال ارتدکس روسی از پیامبر ناحوم، قرن ۱۸ (شمایل تجلی عیسی، کلیسای کیژی، کارلیا، روسیه).

ناحوم (در عبری:נחום به معنی «تسلی») از پیامبرانی بود که هم‌زمان با اشعیا و میکاه، به نبوت رسید. او در القوش، روستایی در جلیل و در نزدیکی کفرناحوم، سکونت داشت. ناحوم، سقوط آمون و تبس در مصر را یاد کرده، و ویرانی نینوا را پیش‌بینی نمود. ناحوم نویسنده کتاب ناحوم در عهد عتیق بوده‌است؛ زبان کتاب ناحوم شعری بوده و در آن عبارات کوتاه آمده‌است. ناحوم در اَلقوش درگذشت و در مکان مرگ وی، کنیسه‌ای به نام او برپا شده‌است.